# Christiane Reimann
Christiane Elisabeth Reimann (Copenaghen, 6 maggio 1888 – Siracusa, 12 aprile 1979) è stata un'infermiera danese naturalizzata italiana.
Diventerà famosa per essere considerata una delle 25 infermiere più importanti al mondo. Diventerà anche segretaria della International Council of Nurses (ICN). Il suo ruolo è stato così importante da determinare la nascita del Premio Christiane Reimann. 
Nel 1934 va in pensione andando a vivere a Siracusa dove si occuperà sino alla morte delle sue proprietà che devolverà poi al Comune di Siracusa.

## Biografia
Christiane nasce nel 1888 da Carl Christian Reimann, agente di cambio e da madre norvegese, Margit Meisterlin. Nel 1913 fu ammessa come dipendente in prova presso il Bispebjerg Hospital di Copenaghen. Viaggia anche in Germania e Inghilterra per imparare le lingue e nel 1918 si reca a New York per lavorare presso il Presbyterian Hospital e nel contempo continuare gli studi. Durante il suo soggiorno americano lavorò come infermiera distrettuale presso l'ospedale Settlement Henry Street dove conobbe la fondatrice Lilian Wald, una donna senza legami sentimentali che si interessava di politica femminista. Nel 1922 venne eletta, senza retribuzione, segretaria dell'International Council of Nurses (Consiglio Internazionale degli Infermieri). Il 25 febbraio 1925 conseguì il grado di Master of Arts alla Columbia University e frequentò un corso per altri quattro mesi occupandosi di statistiche. Fu eletta Segretario Esecutivo dell'ICN, stavolta stipendiata, e si trasferì a Ginevra portandovi il quartier generale dell'ICN.
Nel 1929 muore il padre, due anni prima si era spenta la madre. Così viene distribuita l'eredità ai quattro figli, ma alle sorelle non è consentito utilizzare il grosso del patrimonio che viene gestito dal fratello Arnold. A Christiane spettano alcuni fondi marginali e gli interessi maturati sul patrimonio che le permetteranno, comunque, una vita agiata. L'anno successivo conobbe lo psichiatra Karl Fedrerik Alter in un convegno internazionale a Parigi. Christiane ne rimane affascinata, benché egli sia più anziano, e ne nasce prima un rapporto professionale e poi un'amicizia. Ma Alter, in difficoltà economiche, chiederà un sostegno per poter continuare a svolgere la propria attività e chiede anche una forte somma per acquistare una casa in un sobborgo di Francoforte, dove si trasferirà con la sua governante e forse anche amante.
La Reimann, più volte invitata, vi trascorre le vacanze di Natale del 1932 e in quell'occasione Alter le chiese di sposarla.

Nel 1933 compie, accompagnata dalla sua segretaria, un viaggio in Italia con Alter, giungendo sino a Siracusa dove soggiornarono presso la Villa Politi a spese di Christiane. Egli propone di trasferirsi a Siracusa essendo un luogo favorevole per la salute di Christiane e per farne una base per il loro lavoro comune. Ma lei, pur adorando la città l'avrebbe preferita per soggiorni brevi. Presenta le sue dimissioni dall'ICN a causa dei problemi di salute ma principalmente perché è accusata di cattiva gestione economica dell'ICN. Le dimissioni vengono respinte e nonostante tutto prosegue nel suo incarico fino al 22 ottobre 1934 data in cui, amareggiata, si dimette irrevocabilmente dopo aver lavorato duramente per trasformare e ingrandire l'ICN. Le sue dimissioni furono accettate il 3 novembre successivo e solo l'anno dopo verrà chiarita, con un documento ufficiale dell'ICN la posizione economica di Christiane che anzi aveva spesso contribuito di tasca propria ai bilanci dell'Associazione. 
Il 6 febbraio 1934 Alter, con delega e soldi di Christiane, acquista villa Fegotto, oggi conosciuta come Villa Reimann, allora fuori città a due passi dalla zona archeologica. Subito dopo l'acquisto iniziarono i lavori di sistemazione e di sopraelevazione di un piano di cui si occupò Alter, mentre Christiane era a Ginevra. In agosto 1934 viene annunciato il finto matrimonio con Alter e l'imminente trasferimento della coppia a Siracusa. Le comunicazioni ufficiali furono fatte solo per "occhio sociale" e agli atti la Reimann risulta nubile. Egli nel frattempo si era trasferito nella casa con la dottoressa che lo ha in cura sistemandovi tutti i suoi mobili e quelli di Christiane provenienti da Ginevra. Alter fa venire la sua governante da Francoforte e due segretarie per aiutarlo a preparare un libro e la relazione al Congresso di Roma dell'Associazione Internazionale degli Ospedali. Fa venire anche alcuni suoi parenti che assieme ad alcuni operai del luogo si occuperanno delle incombenze della Villa e del giardino. La Reimann trasferitasi anche lei a Siracusa comincia a preparare gli atti per il vero matrimonio da celebrarsi ai primi di maggio e per regolare la nuova situazione economica della coppia. La Reimann sospettosa per alcune forzature che Alter voleva farle accettare, cominciò ad indagare sulla vita e sui suoi comportamenti passati. Recatasi a Copenaghen per sbrigare le incombenze per il matrimonio e perdurando le mancate risposte alle lettere e ai telegrammi che lei inviava ad Alter decise di ritornare a Siracusa dove giunta apprese della fuga di Alter dopo che lo stesso, utilizzando la vecchia procura della Reimann, aveva venduto la villa allo stesso prezzo dell'acquisto, seppur fossero stati eseguiti dei lavori e fosse stato elevato il primo piano. Grazie ad una clausola della vendita Christiane poté ricomprare la villa allo stesso prezzo. Inizia immediatamente un lungo e penoso contenzioso legale con Alter, cui lei riesce a fare sequestrare i mobili e le suppellettili che trovò a Villa Fegotto già imballati e in attesa di essere spediti a Francoforte e anche grossa parte della somma realizzata da Alter con la vendita della Villa.
Da quel momento invece di tornare in Danimarca decide di restare a Siracusa e di dedicarsi alla sistemazione della sua proprietà, dove scoprirà anche delle tombe antiche.

Tuttavia la presenza di una donna straniera, senza marito, con molteplici contatti internazionali anche con la Croce Rossa insospettirono le autorità fasciste che la costrinsero al confino obbligandola a risiedere a Floridia. Avendo necessità di curare la villa da dove ricavava il reddito per vivere, chiese la revoca del provvedimento successivamente accolta. Nel frattempo scoppia la guerra e durante i bombardamenti di Siracusa accoglie in casa molti sfollati. Dopo lo sbarco degli Alleati nel 1943 la villa venne requisita come quartier generale. A lei furono concesse due stanze e un lavoro di segretaria con cui sbarcava il lunario, stante l'impossibilità ad avere aiuto dal fratello. Quando gli inglesi andarono via, dovette vendere una parte del patrimonio per rimettere in produzione il terreno acquistando degli alberi da frutta che le permisero di autosostenersi. Successivamente vinse la causa contro Alter.
Nel 1967 propone all'ICN di destinare la sua villa a casa di riposo o vacanza per infermiere con la proposta di lasciare in eredità l'intera proprietà con l'impegno a mantenerla. Inoltre suggerì l'istituzione di un premio per l'infermieristica ispirandosi al già famoso Nobel. I responsabili dell'ICN vennero anche in Sicilia per discutere della faccenda, ma si dimostrarono poco interessati alla proprietà essendo per la loro istituzione un peso economico notevole. Furono invece interessati all'idea del premio.
Non avendo avuto ulteriori riscontri in merito all'uso delle sue proprietà dall'ICN e non essendo realizzabile l'ipotesi ventilata di inserire la sua proprietà all'interno di un circuito di istruzione infermieristica da affiancarsi a quello esistente nelle città di Milano e Trieste, su interessamento del suo legale, l'avvocato Corrado Piccione, nel 1975 incontrò il Sindaco di Siracusa a cui propose l'eventuale donazione alla Città. Il Sindaco accettò impegnandosi a mantenere la Villa e il Parco.
L'11 luglio 1977 Christiane cedette al Comune di Siracusa la villa vincolandola a: "perenne sede di attività formative ed educative, manifestazioni culturali di rango universitario e di elevato interesse intellettuale aventi lo scopo di contribuire al progresso civile della città"
Muore nel 1979 e viene seppellita al cimitero di Siracusa. L'ICN, facendo seguito al suo volere e grazie anche alla cospicua donazione, istituisce il Premio Christiane Reimann che ogni quattro anni, in occasione del Congresso mondiale dell'ICN, viene conferito a chi meglio ha illustrato la professione infermieristica nel mondo.

## La controversia sulla gestione del patrimonio
Nel 1984 il patrimonio Reimann venne affidato all'Istituto di Studi Siracusani che lo ha gestito sino al commissariamento. Tuttavia lo stesso Comune non ha, ad oggi, gestito secondo le volontà testamentarie il patrimonio non essendo mai usata per le finalità previste l'intero patrimonio.